# روس‌ها در کشورهای پساشوروی

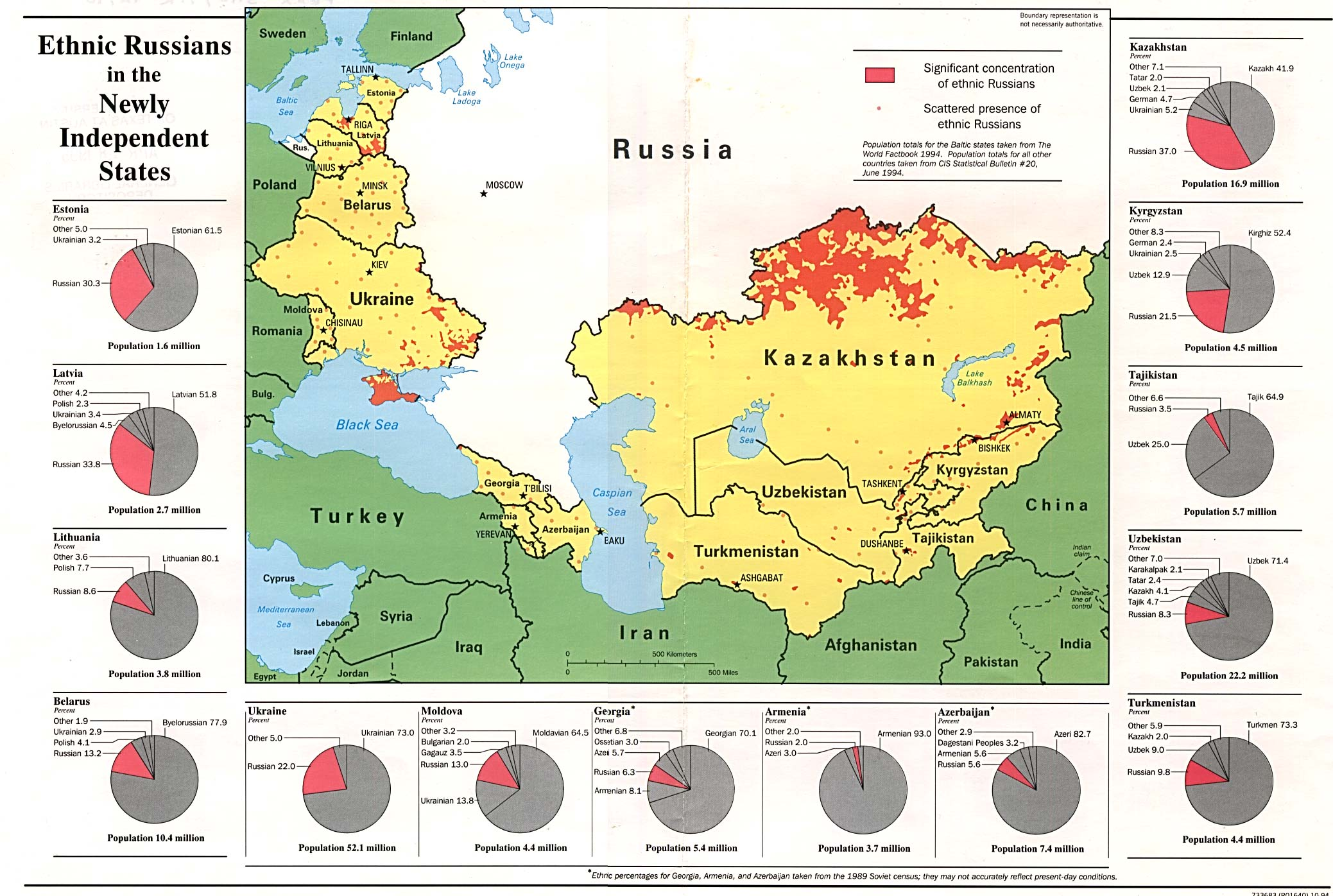
نقشه پراکندگی روس‌تبارها(رنگ قرمز) در جمهوری‌های سابق شوروی(رنگ زرد)

روس‌ها در کشورهای پساشوروی (انگلیسی: Ethnic Russians in post-Soviet states) شامل افرادی هستند که پس از انحلال اتحاد جماهیر شوروی در دسامبر ۱۹۹۱، زندگی خود را در خارج از فدراسیون روسیه در ۱۴ کشور استقلال یافته ادامه دادند. حدود ۲۵ میلیون نفر از قوم روس در کشورهای پساشوروی زندگی می‌کنند.

## آمار
در ماه جون سال ۲۰۰۶ میلادی رئیس‌جمهور روسیه ولادیمیر پوتین طرحی را با عنوان سیاست ملی با هدف تشویق مهاجرت روس‌های این کشورها به روسیه اعلام کرد.
| کشور             | تعداد نژاد روس | درصد کل جمعیت | تاریخ   |
| ---------------- | -------------- | ------------- | ------- |
| اوکراین          | ۸٬۳۳۴٬۱۴۱      | ۱۷٫۲          | ۲۰۰۱    |
| بلاروس           | ۷۸۵٬۰۸۴        | ۸٫۳           | ۲۰۰۹    |
| ازبکستان         | ۷۵۰٬۰۰۰        | ۲٫۳           | ۲۰۱۷[b] |
| قزاقستان         | ۳٬۶۱۹٬۰۰۲      | ۲۰٫۲۰         | ۲۰۱۷    |
| گرجستان          | ۲۶٬۵۸۶         | ۰٫۷           | ۲۰۱۴[a] |
| جمهوری آذربایجان | ۱۱۹٬۳۰۰        | ۱٫۳۵          | ۲۰۰۹    |
| لیتوانی          | ۱۳۹٬۵۰۷        | ۴٫۸           | ۲۰۱۵    |
| مولدووا          | ۱۱۱٬۷۲۶        | ۴٫۱           | ۲۰۱۴    |
| لتونی            | ۴۸۷٬۲۵۰        | ۲۵٫۲          | ۲۰۱۸    |
| قرقیزستان        | ۳۶۴٬۵۰۰        | ۶٫۲           | ۲۰۱۵    |
| تاجیکستان        | ۳۴٬۸۳۸         | ۰٫۵           | ۲۰۱۰    |
| ارمنستان         | ۱۱٬۸۶۲         | ۰٫۴           | ۲۰۱۱    |
| ترکمنستان        | ۲۹۷٬۳۱۹        | ۶٫۷           | ۱۹۹۵[b] |
| استونی           | ۳۲۸٬۸۶۴        | ۲۴٫۹          | ۲۰۱۸    |

^  Does not include Abkhazia (2011 census: 22,077 Russians or 9.1% of the population) or South Ossetia (2007 estimate: 2,100 Russians or 3.0% of the population).
^  In Turkmenistan, there were estimated to be at most 150,000 ethnic Russians as of 2007, or under 2% of the population. In Uzbekistan the same year, the Russian population stood at some 800,000 people or under 4% of the country.